# Kapronczay Ede
Kapronczay Ede (Nyitra, 1813. június 13. – Magyaróvár, 1899. szeptember 23.) piarista áldozópap, házfőnök és gimnáziumi igazgató-tanár.

## Életpályája
A gimnáziumot szülővárosában végezte. 1828. október 6-án lépett a rendbe Privigyén és itt próbaéve alatt tanított. 1832-33-ban Vácott filozófiát, 1834-ben Nyitrán és 1835-ben Pozsonyszentgyörgyön teológiát tanult. 1836. július 18-án áldozópappá szentelték fel. 
1836-38-ban Vácott, 1839-40-ben Léván és 1841-44-ben Selmecbányán nyelvtant tanított, 1845-től 1850-ig Kisszebenben gimnáziumi igazgató volt. 1851-ben Budán latint tanított, 1852-től 1863-ig Nyitrán volt rektorhelyettes és egyszersmind fizikát, németet, magyart, természettudományt, földrajzot és matematikát oktatott. 1871-ben Pozsonyszentgyörgyön hittantanárként működött. 1872-73-ban Nyitrán volt rektor. 1874-75-ben ugyancsak Nyitrán, majd 1876 és 1898 között Magyaróvárott volt házi lelkiatya, 1899-ben pedig utóbbi helyen gimnáziumigazgató. 
Elhunyt 1899. szeptember 23-án délután fél 2 órakor, életének 87., szerzetesi életének 72. évében, örök nyugalomra helyezték a magyaróvári katolikus temetőben 1899. szeptember 25-én délután. A Királyi Magyar Természettudományi Társulat rendes tagja volt.
Cikke a Századokban (1876. Bezzegh Károly síriratához.)

## Műve
- A nyitrai gymnasium rövid ismertetése... 1865 (közzétette a helytartótanács)